# 辽宁碘泡虫
辽宁碘泡虫（学名：Myxobolus liaoningensis）为碘泡科碘泡虫属的动物。在中国，分布于辽宁、湖北等，营寄生生活，寄生在肾（鲤、鲫）、鳃、肠（鲢）。